# Palmira (Mariano Escobedo)
Palmira es una localidad del estado mexicano de Veracruz. Es parte del municipio de Mariano Escobedo.

## Demografía
| Gráfica de evolución demográfica |
|                                  |

| Censo | Población |
| ----- | --------- |
| 1980  | 11        |
| 1990  | 5 950     |
| 1995  | 12 213    |
| 2000  | 12 261    |
| 2005  | 13 615    |
| 2010  | 14 256    |
| 2020  | 15 570    |